# Quirino Cristiani
Quirino Cristiani (Santa Giuletta, 2 luglio 1896 – Bernal, 2 agosto 1984) è stato un disegnatore, animatore e regista italiano naturalizzato argentino, creatore di El Apóstol e Sin dejar rastros, i primi due lungometraggi d'animazione della storia, e di Peludópolis, primo lungometraggio d'animazione con sonoro.

## Biografia
Quirino Cristiani nacque il 2 giugno 1896 a Santa Giuletta, provincia di Pavia, in Italia e si trasferì nel 1900 con la sua famiglia in Argentina a Buenos Aires. Qui sviluppò la sua passione per il disegno e, nel 1916, fu contattato da Federico Valle per lavorare su dei cortometraggi animati di informazione. 
Cristiani imparò e sviluppò le tecniche dell'animazione che gli permisero di realizzare nel 1917 il primo lungometraggio animato della storia: El Apóstol, che era una satira sull'allora Presidente dell'Argentina Hipólito Yrigoyen. Inoltre, nel 1931 realizzò Peludópolis, il primo lungometraggio animato con sonoro.
Nel 1962 un incendio distrusse tutte le pellicole di Cristiani, tranne il cortometraggio El Mono relojero, che rimane il solo film di Quirino Cristiani esistente.

## Filmografia

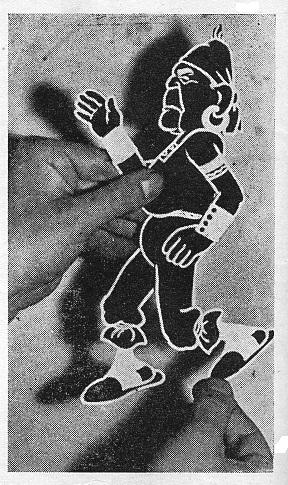
Una delle figure ritagliate utilizzate da Cristiani nei suoi film, rappresentante El Peludo, versione satirica del presidente Yrigoyen.

### Regista
- La intervención en la provincia de Buenos Aires (1916)
- El Apóstol (1917)
- Sin dejar rastros (1918)
- Firpo-Dempsey (1923)
- Firpo-Brennan (1923)
- Uruguayos Forever (1924)
- Humberto de Garufa (1924)
- Rhinoplastia (1925)
- Gastronomía (1925)
- Peludópolis (1931)
- El mono relojero (1938)
- Entre pitos y flautas (1941)
- Carbonada (1943)